# Collection d'instruments de musique anciens (Vienne)

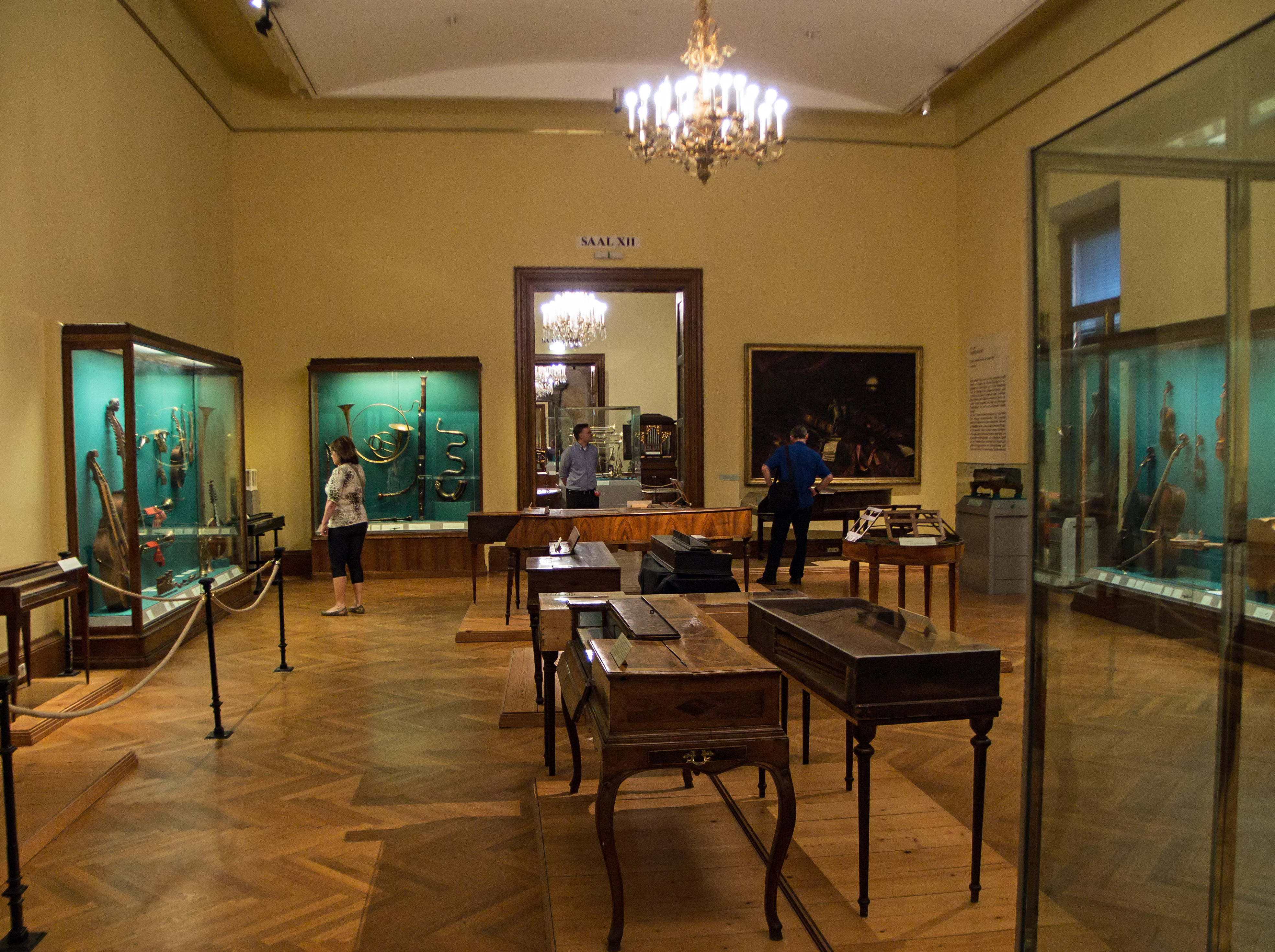
Salle d'exposition dans la nouvelle Hofburg

La Collection d'instruments de musique anciens (Sammlung alter Musikinstrumente) du Kunsthistorisches Museum (KHM) est une importante collection d'instruments de musique située dans la nouvelle aile (Neue Burg) de la Hofburg à Vienne.

## Histoire
La collection d'instruments de musique anciens a deux prédécesseurs plus anciens, la collection de Ferdinand II de Tyrol au Kunstkammer du château d'Ambras et la collection de la famille Obizzi au château du Catajo près de Padoue. La collection des Obizzi est transférée à Vienne en 1870 et entre en possession de l'héritier autrichien du trône François-Ferdinand d'Autriche. Après son assassinat en 1914, les diverses collections ont été combinées par Julius von Schlosser en 1916 comme collection indépendante et zone d'exposition des collections d'histoire de l'art de la famille impériale. En 1919, les anciennes collections impériales sont reprises par l'État.
Une partie de la collection, qui comprend aujourd'hui plus de 400 instruments, a été exposée au Palais Pallavicini à partir de 1939. Les collections de la Société philharmonique de Vienne et de la Collection Rothschild ont été incorporées à la collection d'instruments de musique anciens sous la direction national-socialiste. Après le déménagement lié à la guerre, une nouvelle installation débuta au printemps 1947 dans les locaux du Neue Burg. En 1988, des carences dans les conditions techniques et climatiques ont forcé une rénovation structurelle en profondeur et la fermeture temporaire de l'exposition. Quand il a été réorganisé en 1993, un concept a été poursuivi qui était basé sur l'histoire musicale.
Chacune des douze salles d'exposition est affectée à une époque historique de la musique ou à une personnalité musicale. Après des travaux de rénovation, la collection a rouvert à nouveau le 24 septembre 2018. Un déménagement lié à la recherche d'un emplacement pour la Maison de l'Histoire d'Autriche n'est plus prévu.

## Fonds de collection
La collection d'instruments de musique anciens possède l'une des plus importantes collections d'instruments de la Renaissance et du baroque au monde. Il stocke également de nombreux instruments utilisés par des musiciens et compositeurs célèbres tels que Wolfgang Amadeus Mozart, Clara Schumann, Franz Liszt et Gustav Mahler. L'un des principaux points de la collection est une compilation complète de pianos viennois, d'instruments à cordes de Jacob Stainer et d'instruments à vent Renaissance.

## Chefs et directeurs de la collection
- Julius von Schlosser, chef de la collection d'instruments de musique anciens (1916–1922)
- Gestion par le conservateur respectif de la collection de sculpture et d'arts appliqués (1922–1938)
- Heinrich Klapsia, chef de la collection d'instruments de musique anciens (1939–1943)
- Viktor Luithlen, directeur (1943–1952), puis directeur de la collection d'instruments de musique anciens (1952–1966)
- Bruno Thomas, responsable administratif de la collection (1967-1971)
- Kurt Wegerer, directeur de la collection (1971-1981)
- Gerhard Stradner, directeur de la collection (1981–1999)
- Rudolf Hopfner, directeur de la collection depuis 2000

## Liens web
- (de + en) Site Web de la collection